# Challenge Ameryk w Curlingu 2018 (listopad)
Challenge Ameryk w Curlingu 2018 (listopad) – turniej, który odbył się w dniach 15–18 listopada 2018 w amerykańskiej Chasce.
Był to szósty challenge Ameryk w curlingu. Po raz pierwszy rywalizowały w nim więcej niż dwie drużyny – zadebiutowała reprezentacja Gujany. Również po raz pierwszy drugi zespół challenge'u nie tracił szans na awans na mistrzostwa świata. Uzyskał on kwalifikacje na dodatkowy turniej barażowy World Qualification Event 2019.

## System rozgrywek
Wszystkie reprezentacje rozegrały ze sobą po dwa mecze.

## Reprezentacje
| Państwo           | Czwarty                 | Trzeci               | Drugi          | Otwierający          | Rezerwowy |
| ----------------- | ----------------------- | -------------------- | -------------- | -------------------- | --------- |
| Brazylia          | Marcelo Cabral de Mello | Michael Kraehenbuehl | Scott McMullan | Sergio Mitsuo Vilela | -         |
| Gujana            | Rayad Husain            | Jason Perreira       | Daniel Toolsie | Baul Persaud         | -         |
| Stany Zjednoczone | Greg Persinger          | Rich Ruohonen        | Colin Hufman   | Philip Tilker        | -         |

pogrubieniem oznaczono skipów.

## Wyniki
Stany Zjednoczone -  Brazylia 10:1

 Stany Zjednoczone -  Gujana 13:2

 Brazylia -  Gujana 9:10

 Stany Zjednoczone -  Brazylia 8:1

 Stany Zjednoczone -  Gujana 9:3

 Brazylia -  Gujana 7:8

## Klasyfikacja końcowa
|  | Kwalifikacja na Mistrzostwa Świata Mężczyzn 2019 |
|  | Kwalifikacja na World Qualification Event 2019   |

|   | Państwo           | Skip                    |
| - | ----------------- | ----------------------- |
| 1 | Stany Zjednoczone | Rich Ruohonen           |
| 2 | Gujana            | Rayad Husain            |
| 3 | Brazylia          | Marcelo Cabral de Mello |